# Little Glee Monster Arena Tour 2018 - juice !!!!! - at YOKOHAMA ARENA
Little Glee Monster Arena Tour 2018 - juice !!!!! - at YOKOHAMA ARENA (リトルグリーモンスター アリーナ ツアー 2018 - ジュース !!!!! - アット よこはま アリーナ〜)は、Little Glee Monsterの2枚目の映像作品である。

## 概要
2018年2月3日から3月25日にかけて横浜アリーナ2days、大阪城ホール2daysのスケジュールで行われたツアー「Little Glee Monster Arena Tour 2018 - juice !!!!! -」の中の、2018年2月4日の横浜アリーナ2日目のライブを全曲収録されたものである。2018年1月17日に発売された3rdアルバム「juice」を中心としたライブになっており、小編成の「アコースティックコーナー」（8曲目~10曲目)や、特に初期の頃に多用されているモータウンサウンドの曲を15分ものメドレーにした「Motown Super Medley」など全19曲を収録。WOWOWでもこの日のライブは放送されたが、キャロル・キングのカバー「YOU'VE GOT A FRIEND」や、アンコール曲、また全てのトークを収録しているのはDVDのみである。初回生産限定盤のDisc2には、「だから、ひとりじゃない」から「ギュッと｣までのミュージック・ビデオ集を収録している。

## 収録曲

### 通常盤・初回盤共通
| 曲数 | 曲名                   | 備考                                     |
| ---- | ---------------------- | ---------------------------------------- |
| 1    | Love To The World      | 会場全員で合唱するシーンがある           |
| 2    | だから、ひとりじゃない |                                          |
| 3    | SAY!!!                 |                                          |
| 4    | OVER                   |                                          |
| 5    | HARMONY                |                                          |
| 6    | Gift                   |                                          |
| 7    | Get Down               |                                          |
| -    | Band Freestyle         |                                          |
| 8    | 私らしく生きてみたい   | アコースティック・バージョンで披露された |
| 9    | YOU'VE GOT A FRIEND    | アコースティック・バージョンで披露された |
| 10   | ヒカルカケラ           | アコースティック・バージョンで披露された |
| 11   | My Best Friend         |                                          |
| 12   | 好きだ。               |                                          |
| 13   | Motown Super Medley    |                                          |
| 14   | はじまりのうた         |                                          |
| 15   | Jupiter                |                                          |
| 16   | いつかこの涙が         |                                          |
| 17   | 明日へ                 |                                          |
| 18   | COLORS                 | 曲の披露中のみ写真撮影がOK               |
| 19   | 全力REAL LIFE          |                                          |

### 初回盤 Disc 2
Music Video Collection
※は初映像化
| 曲数 | 曲名                   |
| ---- | ---------------------- |
| 1    | だから、ひとりじゃない |
| 2    | 明日へ                 |
| 3    | OVER                   |
| 4    | ヒカルカケラ※          |
| 5    | いつかこの涙が※        |
| 6    | Gift                   |
| 7    | ギュッと※              |